# Nictaginàcies
Les nictaginàcies són una família de plantes de l'ordre de les cariofil·lals.
Es tracta d'una família amb 33 gèneres i 290 espècies distribuïdes a zones tropicals, subtropicals i amb representació a les zones temperades. Els noms d'al·lioniàcia, buguenvil·liàcia, mirabilidàcia i pisoniàcia són sinònims d'aquesta família.
El gènere Bougainvillea s'empra en jardineria a bastament arreu del món.

## Gèneres
| - Abronia - Acleisanthes - Allionia - Ammocodon - Andradea - Anulocaulis - Belemia - Boerhavia - Bougainvillea - Caribea - Cephalotomandra | - Colignonia - Commicarpus - Cryptocarpus - Cuscatlania - Cyphomeris - Gaupira - Grajalesia - Izabalaea - Leucaster - Mirabilis - Neea | - Neeopsis - Nyctaginia - Okenia - Phaeoptilum - Pisonia - Pisoniella - Ramisia - Reichenbachia - Salpianthus - Selinocarpus - Tripterocalyx |